# Ligue des femmes françaises
La Ligue des femmes françaises (LFF) est une organisation catholique française créée à Lyon en septembre 1901 pour permettre aux femmes qui s'opposent à la politique anticléricale du Bloc des gauches de se fédérer et d'agir politiquement.
La ligue fusionne en 1933 avec sa rivale parisienne, la Ligue patriotique des Françaises, pour former la Ligue féminine d'action catholique française.

## Historique

### Contexte politique
Les deux premières années du XXe siècle sont marquées par la politique anticléricale menée par sous le cabinet Waldeck-Rousseau, et en particulier par la loi du 1er juillet 1901 qui, non content de soumettre les congrégations religieuses au régime général des associations, décide également d'une mesure d'exception à leur égard : leur constitution doit relever d'une autorisation gouvernementale.
La création de la ligue fait suite de peu à l'échec d'une pétition lancée dans les milieux catholiques lyonnais : cette dernière, qui réclamait l'abandon de la loi sur les associations, recueille 600 000 signatures de femmes et est portée au Sénat le 14 juin 1901 par le parlementaire Antonin Gourju. Mais c'est les sénateurs n'en tiennent pas compte et votent la loi le 23 juin 1901. C'est dans ce contexte que les femmes catholiques de Lyon vont constituer une ligue : leur but est de peser sur les élections législatives d'avril 1902 pour permettre aux catholiques de chasser l'irréligion du gouvernement.

### Création de la ligue
Les trois fondateurs de la LFF sont :
- Jeanne Lestra, bourgeoise lyonnaise du quartier d'Ainay et femme de l'avocat Jean Lestra, membre de la Congrégation ;
- La comtesse Octavie Thomas de Saint-Laurent, forte personnalité bien introduite chez les châtelains de la région et femme d'Henri Thomas de Saint-Laurent [N 1] ;
- Le père Antonin Eymieu, jésuite du collège de Lyon et directeur spirituel de Jeanne Lestra.

L'initiative de la fondation revient à Mme Lestra et au père Eymieu ; c'est d'ailleurs ce dernier qui propose le nom de « Ligue des femmes françaises ». Le 29 septembre 1901, la LFF publie son manifeste fondateur où s'affirment ses buts : « Arrière les sans-patrie et les sectaires ! Les femmes de France sont pour la patrie, la propriété, la liberté. Et elles se liguent pour les défendre ». Le 3 octobre 1901, Mme Lestra et le père Eymieu parviennent à convaincre la comtesse de Saint-Laurent de prendre la présidence générale de l'association ; le père Eymieu s'effacera progressivement de la direction de la LFF.
Pour diriger efficacement la ligue se forme un « Comité des dames », basé à Lyon et chargé de répartir les fonds issus des cotisations entre les sections locales — de véritables comités électoraux — présentes dans 73 départements français (sur les 83 que compte la France métropolitaine à cette époque). Cet argent est destiné à financer les candidats conformes aux convictions catholiques de la ligue. Pour aider à ce travail d'« investiture », un comité consultatif de juristes et de notables lyonnais du Cercle de Lyon — un club légimiste — s'adosse à la LFF : il comprend entre autres Gabriel Perrin, Auguste Rivet, Fernand Saint-Olive et Paul Thomasset. Les candidats soutenus sont en majorité dans la mouvance de l'Action libérale populaire (ALP), parti politique créé la même année pour rassembler les catholiques ralliés à la République.
En 1902, la comtesse de Saint-Laurent publie la déclaration suivante :

« Marchons donc vaillamment dans la voie qui nous est tracée par la divine providence et, unissant nos efforts dans le même élan de charité et de patriotisme, ne formons plus, comme les premiers chrétiens, qu’un seul cœur et une seule âme. Toujours en avant pour prier, pour agir et pour lutter, montrons à tous ce que peuvent les femmes françaises quand elles combattent sous l’étendard du Sacré-Cœur et qu’elles cherchent avant tout l’avènement de son règne »

En mai 1902, la LFF compte 93 comités départementaux (c'est-à-dire un par département français, possessions ultramarines comprises). Chaque comité départemental est installé au chef-lieu et a sous sa responsabilité des sous-comités. Les deux comités les plus influents sont le comité de Lyon et celui de Paris.

### La scission avec Paris

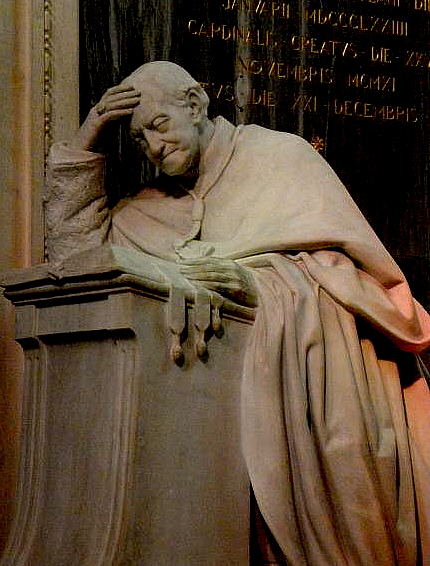
Mgr de Cabrières, qui sera fait cardinal en 1911, est l'un des rares prélats catholiques qui conserve son soutien à la LFF.

Les élections de mai 1902 ne sont pas le succès escompté pour l'ALP. Ce parti — s'il parvient à obtenir une représentation parlementaire non négligeable — n'a pas permis le retour des catholiques au premier plan de la vie politique. Devant cet échec partiel, Jeanne Lestra décide de retirer son soutien à l'Action libérale populaire pour le prêter aux divers candidats conservateurs (monarchistes, catholiques intransigeants, etc.) en rupture de ban avec le mouvement de Jacques Piou.
Le comité de Paris refuse ce changement stratégique. En effet, ce comité est sensible aux mots d'ordres des notables catholiques parisiens, eux-mêmes acquis à la cause de Piou. Au contraire, le comité de Lyon défend jalousement son indépendance face aux hommes de l'ALP. Ce conflit politique se double d'un conflit dans la hiérarchie catholique : les jésuites de Paris, à la demande de Léon XIII, jouent de leurs bons offices pour obtenir l'union des droites au sein de l'ALP, tandis que les jésuites de la province lyonnaise condamnent cette dérive libérale et conservent leur attachement au catholicisme intransigeant. Au niveau de l'épiscopat, la désaccord règne entre le cardinal Richard de La Vergne, proche de l'ALP, et le cardinal Coullié qui défend avec vigueur l'indépendance de la LFF. La détermination de la province de Paris porte ses fruits : le jésuite Henri-Régis Pupey-Girard parvient à faire nommer à la tête du comité parisien la baronne de Brigode et Marie Frossard, deux membres de la Congrégation des Filles de Marie — très proche de la Compagnie de Jésus —, ce qui a pour effet de consommer la rupture fin mai 1902.
Disposant d'une influence non négligeable, le comité parisien entraîne dans la dissidence un certain nombre d'autres comités locaux : la Ligue patriotique des Françaises est née. En 1903, la concurrence entre les deux ligues est impitoyable. S'étant également dotée d'une structure départementale, la Ligue patriotique fait basculer de nombreux comités de province de son côté grâce au soutien des évêques. Ainsi, à Bordeaux, le cardinal Lecot pousse le comité départemental de la LFF dans les bras de la Ligue patriotique. Pourtant, certains ecclésiastiques conservent leur confiance à la LFF, comme Mgr de Cabrières, évêque de Montpellier connu pour ses opinions légitimistes.
L'influence des deux ligues rivales semble se stabiliser dans des zones géographiques bien déterminées : si le Midi blanc — connu pour son attachement monarchiste et son catholicisme traditionaliste —, Marseille et la région lyonnaise restent inféodés à la LFF, les départements du Nord, l'Île-de-France, la Savoie et la Bretagne rentrent quant à eux dans la mouvance de la Ligue patriotique. Il convient également de remarquer que les traditions politiques des deux ligues ne sont pas monolithiques : la Ligue patriotique, en dépit de sa proximité avec l'Action libérale populaire dont elle est presque la section féminine, subit aussi l'influence de courants plus intransigeants, comme l'Action française.

### Évolution progressive

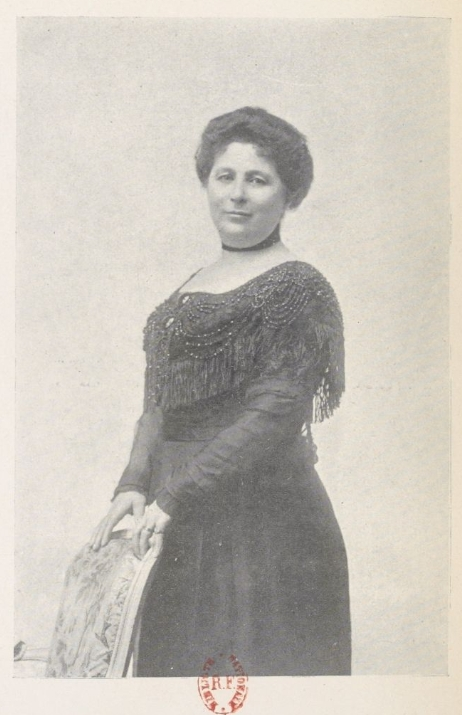
La comtesse Desvernay, sœur du maréchal Franchet d'Espèrey et vice-présidente de la LFF de l'entre-deux-guerres.

Après la scission, la Ligue des femmes françaises poursuit ses activités politiques. Lors des débats sur la séparation de l'Église et de l’État, elle se mobilise avec force, multipliant pétitions et manifestations. La loi ayant été votée malgré tout, l'avocat catholique Joseph Ménard, ami de la comtesse de Saint-Laurent, donne plusieurs conférences pour la LFF, dont l'une d'elles, le 11 février 1906, sur le parvis de Notre-Dame de la Garde, les exhorte à la résistance et à devenir des « martyr[e]s de la vérité de Dieu ». Les femmes de la LFF vont alors se distinguer lors de la Querelle des inventaires en résistant aux fonctionnaires du gouvernement, notamment à Boulogne-sur-Mer, aux Sables-d'Olonne et à la paroisse Saint-Pierre du Gros Caillou. Dans cette dernière, la responsable parisienne de la LFF, la marquise de Lespinay, se confronte à la police avec d'autres ligueuses.
La LFF soutient également les candidats conservateurs aux élections législatives françaises de 1906. Dans le bulletin de la LFF, la comtesse de Saint-Laurent invite les femmes à surveiller les « mauvais votes » des hommes de leur famille. La marquise de Lespinay galvanise les ligueuses de Paris grâce aux interventions de l'avocat légitimiste Henry Taudière. Malgré ces assauts de bonne volonté, ces dernières ne permettent pas aux parlementaires catholiques de sortir de leur marginalisation à la Chambre des députés.
De fait, les activités de la LFF se réorientent progressivement du militantisme politique vers l'action spirituelle. Cette évolution est accélérée par l'encyclique Gravissimo officii munere où Pie X affirme son intransigeance face au gouvernement français, remettant en cause le bien-fondé de la participation aux institutions politiques de la République. Les thèmes religieux du Sacré-Cœur, de Marie Immaculée et de l'Archange saint Michel occupent alors une place de choix dans les prières de la LFF pour la reconquête de la France, redevenue terre de mission. Les références aux doctrines tridentines sont également très prégnantes dans leur vision de l'apostolat, propagé par leur bulletin mensuel, L’Appel à la France chrétienne.
Toutefois, le déclenchement de la guerre scolaire de 1907 permet à la ligue de réinvestir le terrain de la contestation politique. Ce conflit scolaire, fortement lié aux débats sur la neutralité religieuse de l'école laïque, donne lieu à la création d'association de pères de famille (APF) pour surveiller l'enseignement des instituteurs. La LFF joue notamment un rôle prépondérant dans la création de l'Association catholique des pères et mères de famille du Calvados, fondée à Caen le 28 mars 1909.
Après la Première Guerre mondiale, l'accession de la comtesse Desvernay à la vice-présidence de la LFF réoriente en partie ses activités vers l'action sociale et les œuvres de charité.
À partir de 1924, lors de l'épisode des manifestations de la Fédération nationale catholique, la Ligue des femmes françaises apporte un soutien logistique important à la mobilisation des catholiques mais est écartée de la direction politique du mouvement, tout comme la Ligue patriotique des Françaises.
Sur les demandes réitérées de Pie XI, la Ligue des femmes françaises fusionne en 1933 avec la Ligue patriotique des Françaises pour former la Ligue féminine d'action catholique, ce qui est permis par le passage de l'action politique au second plan des préoccupations des deux ligues.

## Membres connues
- Jeanne Lestra, fondatrice ;
- Octavie de Saint-Laurent, fondatrice et présidente générale ;
- Marie-Thérèse Benoist d'Azy, marquise de Lespinay, responsable du comité de Paris ;
- Yvonne-Françoise-Marie-Henriette Franchet d'Esperey, comtesse Desvernay, vice-présidente ;
- Blanche de Bézieux, belle-mère d'Auguste Pavin de La Farge[B 4] ;
- Mme la comtesse de Villechaize[B 4] ;
- Mme la marquise de Forton[B 4] ;
- Mme la comtesse de Cuverville[B 4] ;
- Mme la baronne de Longevialle[B 4] ;
- Adrienne de Forcade[B 4] ;
- Mme Fernand Saint-Olive[B 4] ;
- Mme Émile Bethenod[B 4] ;
- Madeleine Descours, fille du gérant de Descours & Cabaud[B 4].